# Puchar Dalekowschodni w narciarstwie alpejskim 2013/2014
Sezon 2013/2014 Pucharu Dalekowschodniego w narciarstwie alpejskim rozpocznie się 4 grudnia 2013 roku w chińskim Wanlong. Ostatnie zawody z tego cyklu zostaną rozegrane między 9 a 11 marca 2014 roku w japońskim Shiga Kōgen. Zaplanowano 7 startów dla kobiet i mężczyzn.

## Puchar Dalekowschodni w narciarstwie alpejskim kobiet
Wśród kobiet Pucharu Dalekowschodniego z sezonu 2012/2013 broni Japonka Moe Hanaoka.

## Puchar Dalekowschodni w narciarstwie alpejskim mężczyzn
Wśród mężczyzn Pucharu Dalekowschodniego z sezonu 2012/2013 broni Japończyk Tomoya Ishii.